# Цитен (Лауэнбург)

Цитен (нем. Ziethen) — коммуна в Германии, районный центр, расположен в земле Шлезвиг-Гольштейн.
Входит в состав района Герцогство Лауэнбург. Подчиняется управлению Лауэнбургише Зеен. Население составляет 1011 человек (на 31 декабря 2010 года). Занимает площадь 11,18 км².